# Marie Mannschatz
Marie Mannschatz (* 11. September 1950 in Rausdorf, Schleswig-Holstein) ist eine buddhistische Meditationslehrerin und deutsche Schriftstellerin.

## Leben
Nach dem Abitur in Hamburg zog Mannschatz nach Frankfurt am Main. Dort studierte sie Soziologie an der Johann Wolfgang Goethe-Universität und Soziale Arbeit an der staatlichen Fachhochschule. Sie arbeitete als wissenschaftliche Hilfskraft am Institut für Sozialarbeit der Goethe-Universität. Nach Abschluss des Studiums arbeitete sie als Sozialarbeiterin beim Institut für Sozialpsychiatrie der FU Berlin. Gleichzeitig, 1974, begann sie am Fritz-Perls-Institut ihre Ausbildung zur Gestalt-Therapeutin. Wenige Jahre später, nach ersten Aufenthalten in Kalifornien unter fortlaufender Supervision von Hilarion Petzold, machte sie sich selbständig als Gestalt- und Psychotherapeutin.
1978 absolvierte sie ihr erstes fünfwöchiges Vipassana-Schweigeretreat unter der Leitung von Jack Kornfield, Joseph Goldstein und Sharon Salzberg. In den achtziger Jahren organisierte sie Retreats für Kornfield, Goldstein und Christopher Titmuss in Deutschland. 1993 begann ihre Ausbildung zur Vipassana-Meditationslehrerin in der Theravada-Tradition bei Jack Kornfield, neben anderen gemeinsam mit Tara Brach, Eugene Cash und Wes Nisker. Sie unterrichtete von 1998 bis 2014 am Spirit Rock Meditation Center zusammen mit Jack Kornfield und anderen Dozenten mehrmonatige Schweige-Retreats.
2002 veröffentlichte Mannschatz im Theseus Verlag ihr erstes Buch über Metta-Meditation, eine Meditationstechnik, auf die sie sich jetzt weitgehend spezialisiert hat. Seit 2006 schreibt sie regelmäßig eine Kolumne für das in Wien erscheinende Magazin „Ursache und Wirkung“. Einige ihrer Bücher wurden in sechs Sprachen übersetzt.
Marie Mannschatz unterrichtet u. a. in dem überkonfessionellen Bildungshaus Benediktushof, im Haus der Stille, im Buddha-Haus im Allgäu und im Meditationszentrum Beatenberg.
Gemeinsam mit anderen Meditationslehrerinnen gründete sie 1994 das Netzwerk „Buddhistische Perspektiven“.

## Publikationen (Auswahl)
- 1999: Ein Meister aus Burma, Dao-Magazin
- 2002: 5 Hindernisse in Buddhismus im Westen, Hrsg. Fronsdal/van House, Arbor Verlag
- 2002: Lieben und Loslassen, Theseus Verlag, ISBN 978-3-89620-178-2
- 2005: Meditation, Graefe und Unzer Verlag
- 2007: Buddhas Anleitung zum Glücklichsein, Graefe und Unzer Verlag
- 2011: Mit Buddha zu innerer Balance,  Graefe und Unzer Verlag,
- 2012: Das Praxisbuch zu Buddhas Anleitungen, Graefe und Unzer Verlag
- 2014: Jeder Tag ein Schritt zu dir, Argon Verlag
- 2015: Buddhas Herzmeditation, Graefe und Unzer Verlag
- 2019: Vollkommen unvollkommen, O.W. Barth Verlag